# Mediazione linguistica
La mediazione linguistica è un processo di comunicazione tra due o più parti il cui codice non sia condiviso. Al fine di conciliare le parti è pertanto necessario l'intervento di un ulteriore soggetto, chiamato appunto mediatore.
La mediazione linguistica non va confusa con il concetto generico di mediazione, che può anche riferirsi all'ambito legale (mediazione civile) ed essere dunque una ADR, ovvero una alternative dispute resolution (risoluzioni alternative delle dispute).

## Funzionamento
Per giungere all'obiettivo di facilitare l'aspetto comunicativo in sé, la mediazione linguistica si avvale di conoscenze approfondite circa il punto di vista culturale e idiomatico delle parti coinvolte. Pertanto, la mediazione linguistica è spesso accostata alla mediazione culturale.
A differenza del ruolo interpretativo, quello mediatoriale è incentrato sul versante comunicativo piuttosto che su quello testuale o letterale.
Il mediatore, siccome deve mediare tra due parti, non deve parteggiare per una parte come se fosse un avvocato, ma deve facilitare la comunicazione nei vari ambiti (inclusi quelli istituzionali) e gestire gli eventuali conflitti che sorgono in essa.

## Istruzione universitaria
Nell'autunno 1999 - in occasione della riforma universitaria - il MIUR istituì il corso di laurea in Scienze della Mediazione Linguistica, la cui durata è triennale. Lo stesso Ministero confermò, tramite il decreto n. 270 del 22 ottobre 2004, il corso.
Per proseguire gli studi esiste poi il diploma di laurea magistrale in Traduzione Specialistica e Interpretariato (LM-94).
Il corso di laurea in Scienze della Mediazione Linguistica - che possiede modalità di accesso libero - appartiene alla classe L-12 del Ministero. Il programma di studi, simile per determinati aspetti a quello in Lingue e letterature straniere, prevede tra le altre:
- Lingua e letteratura italiana;
- Lingua inglese e seconda lingua (a scelta tra francese, spagnolo, tedesco a cui possono aggiungersi portoghese, russo, cinese, giapponese e hindi, ma non solo, anche lingue africane o dell'Europa Centrale e Orientale, quali Lingua ceca, Lingua ungherese; Lingua slovena, Lingua serbo-croata, o Lingua serba, Lingua croata, Lingua bosniaca,Lingua montenegrina, Lingua polacca, Lingua romena, Lingua russa, Lingua bielorussa Lingua ucraina, Lingua romaní e diverse altre Lingue afro-asiatiche, e Lingue bantu
- La cultura e civiltà dei paesi e Stati la cui lingua e oggetto di studio;
- Conoscenze di carattere socioeconomico, geografico e giuridico.[7]

## Università e Scuole Superiori per Mediatori Linguistici
Le Università statali e private che offrono attualmente il corso di laurea in Scienze della Mediazione Linguistica sono le seguenti:
- Università della Valle D'Aosta (Aosta)
- Università degli Studi di Bologna (Forlì)
- Università degli Studi di Cagliari
- Università degli Studi di Catania
- Università degli Studi "Gabriele D'Annunzio" di Chieti
- Università degli Studi di Genova
- Università degli Studi dell'Aquila
- Università degli Studi del Salento (Lecce)
- Università degli Studi di Macerata
- Università degli Studi di Messina
- Università degli Studi di Milano
- IULM - Libera Università di Lingue e Comunicazione di Milano
- Università degli Studi di Modena e Reggio Emilia
- Università degli Studi di Napoli "L'Orientale"
- Università degli Studi di Palermo
- Università degli Studi di Padova
- Università degli Studi di Roma "La Sapienza"
- Università degli Studi Roma Tre
- Libera Università degli Studi "San Pio V" di Roma
- Università degli Studi di Sassari
- Università per Stranieri di Siena
- Università degli Studi di Torino
- Università degli Studi di Trento
- Università degli Studi di Trieste
- Università degli Studi di Udine
- Università degli Studi dell'Insubria (Varese – Como)
- Università degli Studi "Ca' Foscari" di Venezia
- Università degli Studi di Verona

Ci sono poi anche le Scuole Superiori per Mediatori Linguistici (SSML), istituti a ordinamento universitario legalmente riconosciuti dal MIUR che rilasciano titoli di studio equipollenti a tutti gli effetti ai diplomi di laurea in Scienze della Mediazione Linguistica rilasciati dalle università statali. Attualmente sono abilitate a rilasciare il diploma di laurea in Scienze della Mediazione Linguistica le seguenti SSML:
- CIELS Campus (Padova)
- CIELS Campus (Brescia)
- CIELS Campus (Bologna)
- Scuola Superiore per Mediatori Linguistici (Ancona)
- Scuola Superiore per Mediatori Linguistici (Cagliari)
- Scuola Superiore per Mediatori Linguistici del Molise (Campobasso)
- Scuola Superiore per Mediatori Linguistici “F. Casnati” (Como)
- Scuola Superiore per Mediatori Linguistici (Cuneo)
- Scuola Superiore per Mediatori Linguistici "Unicollege" (Firenze)
- Scuola Superiore per Mediatori Linguistici "Unicollege" (Mantova)
- Scuola Superiore per Mediatori Linguistici Gonzaga (Mantova)
- Scuola Superiore per Mediatori Linguistici Carlo Bo (Milano) (Bari) (Bologna) (Firenze) (Roma)
- Civica Scuola Interpreti e Traduttori Altiero Spinelli (Milano)
- Scuola Superiore per Mediatori Linguistici LIMEC (Milano)
- Scuola Superiore per Mediatori Linguistici Prospero Moisè Loria (Milano)
- Scuola Superiore per Mediatori Linguistici "San Pellegrino" (Misano Adriatico)
- Scuola Superiore per Mediatori Linguistici "Don Domenico Calarco" (Reggio Calabria)
- Scuola Superiore per Mediatori Linguistici CIELS (Padova) (Gorizia)
- Scuola Superiore per Mediatori Linguistici (Palermo)
- Scuola Superiore per Mediatori Linguistici (Perugia)
- Scuola Superiore per Mediatori Linguistici (Pisa)
- Scuola Superiore per Mediatori Linguistici Gregorio VII (Roma)
- Scuola Superiore per Mediatori Linguistici “S. Domenico” (Roma)
- Scuola superiore per Mediatori linguistici "Unicollege" (Torino)
- Scuola Superiore per Mediatori Linguistici "Vittoria" (Torino)
- Scuola Superiore per Mediatori Linguistici (Trento)
- Scuola Superiore per Mediatori Linguistici (Varese)
- Scuola Superiore per Mediatori Linguistici (Vicenza)
- Scuola Superiore per Mediatori Linguistici (Ragusa) ICOTEA
- Scuola Superiore per Mediatori Linguistici Istituto Criminologia.it (Vibo Valentia).
- Scuola Superiore per Mediatori Linguistici città di Lamezia Terme